# Coomassie

Coomassie Brilliant Blue R-250, vzorec

Coomassie (nebo také brilliant blue, Brilliant Blue G, Acid Blue 90, C.I. 42655, Brilliant Blue G 250) je modré barvivo, používané převážně při elektroforéze na polyakrylamidovém gelu v přítomnosti dodecylsíranu sodného (tzn. při metodě SDS-PAGE). Gel se v barvivu namáčí třicet minut a potom se přes třicet minut promývá; výsledkem je nosič, který umožňuje dokázat přítomnost bílkovin. Podle polohy barvivem zviditelněných bílkovin na polyakrylamidovém gelu (po elektroforéze) se dá mimo jiné určit molární hmotnost bílkovin v dané oblasti.
Jako u mnoho jiných barviv vzniklo jméno „Coomassie“ z afrického místopisu, v tomto případě z názvu městečka Kumasi v dnešní Ghaně. Sloužilo jako kyselé barvivo k barvení vlny, jméno mělo připomínat britskou okupaci Ašantska v Ghaně v roce 1896.

## Předpis pro laboratorní použití
- Barvící roztok: 2,5 g Coomassie Brilliant Blue R, 455 ml methanolu, 455 ml deionizované / destilované vody, 90 ml ledové kyseliny octové
- Promývací roztok: 455 ml methanolu, 455 ml deionizované / destilované vody, 90 ml ledové kyseliny octové

## Bradford
Coomassie je základní složkou pro výrobu Bradfordova činidla (Bradford reagent), používaném při kolorimetrickém stanovení bílkoviny v roztoku, v kyselém prostředí totiž fyzikální adsorpcí tvoří s proteiny (převážně s argininem) stabilní komplex s absorbancí mezi 465 nm a 595 nm; podle Lambertova–Beerova zákona se tedy dá spočítat koncentrace bílkoviny.
Bradfordovo činidlo: 0,01 % Coomassie Brilliant Blue G-250, 4,7 % ethanol, 8,5 % kyselina fosforečná; v deionizované / destilované vodě.